# 1112 pr. n. št.

## Smrti
- Vu Ji, kitajski kralj iz dinastije Šang (* ni znano)